# 城区街道 (河津市)
城区街道，是中华人民共和国山西省运城市河津市下辖的一个乡镇级行政单位。

## 行政区划
城区街道下辖以下地区：
虎岗社区、翠岭社区、府东社区、汾雁社区、文苑社区、府西社区、麟岛社区、莲池社区、紫北社区、高家湾村、马家村、米家湾村、樊家坡村、吴家关村、小关村、东关村、城北村、城关村、杨家巷村、西关村、东窑头村、西窑头村、黄村、郭村、修村、东黄村、卫庄村、百底村和西王村。